# Metzert
Metzert is een dorp het Luxemburgstalige deel van de Belgische provincie Luxemburg. Het ligt in Tontelange, een deelgemeente van Attert in het Land van Aarlen.

## Geschiedenis
Metzert behoorde vroeger tot de gemeente Heinsch. In 1865 werd Tontelange als zelfstandige gemeente afgesplitst van de gemeente Attert en Metzert werd overgeheveld naar deze nieuwe gemeente.

## Bezienswaardigheden
- De Chapelle Saints-Cosme et Damien
- Het monument van het gehucht La Côte-rouge voor de door de Gestapo op 1 september 1944 gefusieerden.

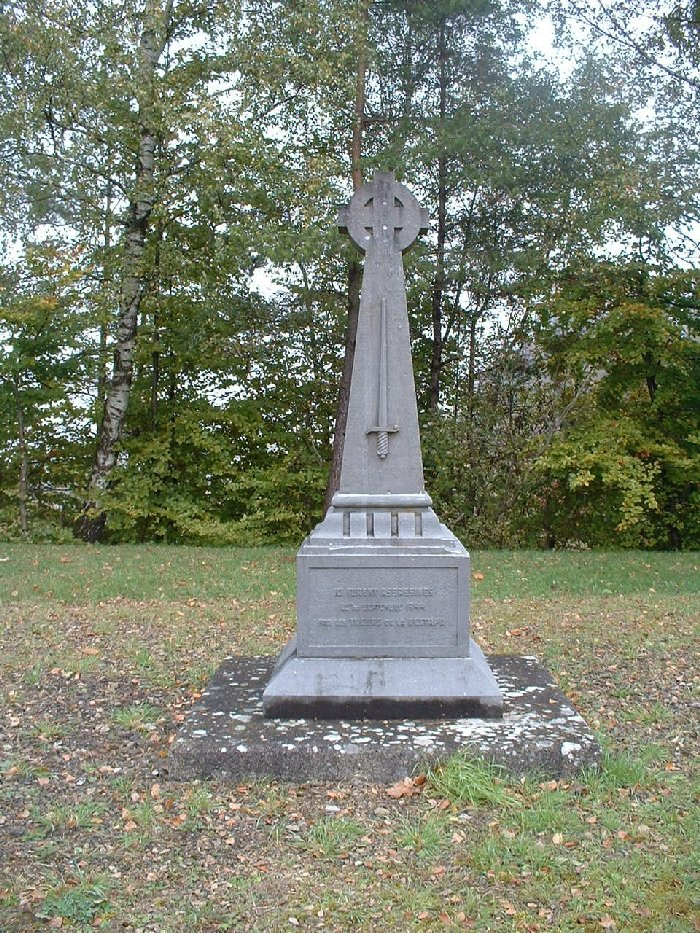
Het monument van la Côte-rouge

Deelgemeenten: Attert · Nobressart · Nothomb · Thiaumont · Tontelange

Overige kernen: Almeroth · Grendel · Heinstert · Lischert · Lottert · Louchert · Luxeroth · Metzert · Parette · Post · Rodenhoff · Schadeck · Schockville

Belgische gemeenten · Arrondissement Aarlen · Luxemburg · Wallonië